# 長野県道395号川口田野口篠ノ井線

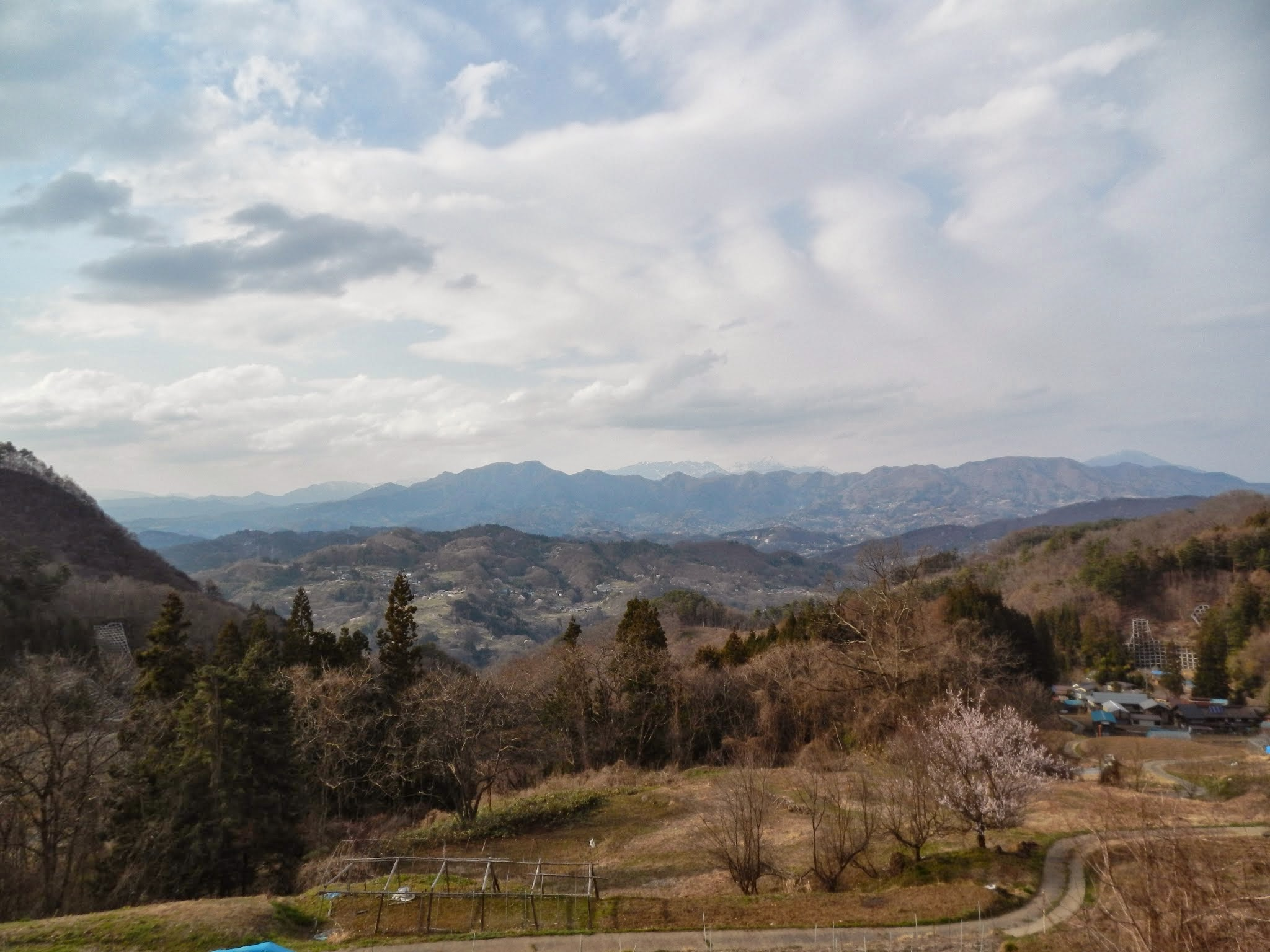
同道路からの風景。
長野市信更町灰原から北北西を望む。後方は虫倉山から陣場平山の山並。

長野県道395号川口田野口篠ノ井線（ながのけんどう395ごう かわぐちたのくちしののいせん）は、長野県長野市を通る一般県道。

## 概要
旧大岡村の西端で国道19号から別れ、旧大岡村・信更町中心部を経てJR稲荷山駅前に至る山間の路線である。国道19号方面・篠ノ井駅方面双方から大岡地区中心部へのアクセスルートとなっており、路線の大半は長野市営バスの経路となっている。

### 路線データ
- 起点：長野市大岡甲字川口（川口交差点＝国道19号・長野県道394号川口大町線交点）
- 終点：長野市篠ノ井塩崎字権代河原（稲荷山駅入口＝長野県道396号稲荷山停車場線交点）

## 路線状況

### 重複区間
- 長野県道12号丸子信州新線（長野市大岡甲地籍）
- 長野県道390号小峰稲荷山線（長野市信州新町中牧地籍 - 長野市信更町田沢地籍）
- 長野県道70号長野信州新線（長野市信更町氷ノ田地籍 - 長野市信更町赤田地籍・長野市篠ノ井塩崎地籍）

## 地理

### 通過する自治体
- 長野市

### 交差・接続する道路
↑ 長野県道394号川口大町線
- 川口交差点（長野市大岡甲＝起点）
  - 国道19号
- 旧局前バス停付近（長野市大岡甲）
  - 長野県道12号丸子信州新線 - ※ここから重複区間
- （長野市大岡甲字瀬口地籍）
  - 長野県道501号聖高原瀬口線
- 池田入口バス停付近（長野市大岡甲）
  - 長野県道12号丸子信州新線 - ※ここまで重複区間
- 大花見バス停付近（長野市信州新町中牧）
  - 長野県道390号小峰稲荷山線 - ※ここから重複区間
- 軽井沢口バス停付近（長野市信更町田沢）
  - 長野県道390号小峰稲荷山線 - ※ここまで重複区間
- 大岡口バス停付近（長野市信更町氷ノ田）
  - 長野県道70号長野信州新線 - ※ここから重複区間
- 赤田西バス停付近（長野市信更町赤田）
  - 長野県道70号長野信州新線 - ※ここまで重複区間
- （長野市篠ノ井塩崎地籍）
  - 長野県道70号長野信州新線 - ※ここから重複区間
- 四野宮四辻バス停付近（長野市篠ノ井塩崎）
  - 長野県道70号長野信州新線 - ※ここまで重複区間
- 稲荷山駅入口交差点（長野市篠ノ井塩崎＝終点） 
  - 長野県道396号稲荷山停車場線 - 長野市篠ノ井塩崎（稲荷山駅入口交差点・終点）

### 沿道
- 長野市大岡支所
- 長野市立大岡小学校
- 長野市立大岡中学校
- 大岡アルプス展望公園
- 南長野ゴルフ倶楽部
- 大花見池
- 長野市立信更中学校
- 長野市信更支所
- 長野市立信更小学校
- ウィーゴカントリー倶楽部
- JR篠ノ井線 稲荷山駅